# 트랜스포터 (영화)
트랜스포터(프랑스어: Le Transporteur, 영어: The Transporter)는 2002년 개봉한 프랑스의 영화이다.

## 출연
- 제이슨 스테이섬 - "트랜스포터" 프랭크 마틴 역
- 수치 - 라이콰이 역
- 프랑수아 베를레앙 - 타르코니 수사관 역
- 맷 슐즈 - 대런 베튼코트 역
- 릭 영 - 콰이 역